# Ōmura (zatoka)
Zatoka Ōmura (jap. 大村湾 Ōmura-wan) – zatoka morska w Japonii, na wyspie Kiusiu (Kyūshū), w prefekturze Nagasaki

## Opis
Zatoka Ōmura jest położona w centralnej części prefektury Nagasaki. Poprzez dwie cieśniny: Haiki (w najwęższym miejscu ma tylko około 10 m) i Hario (180 m) oraz zatokę Sasebo łączy się z otwartym morzem przybrzeżnym Gotō-nada i Morzem Wschodniochińskim. Zatoka jest też nazywana Koto-no-umi, („Jeziorem koto”) ze względu na podobieństwo odgłosu łagodnych fal uderzających o brzegi do dźwięków tego instrumentu.
Główne zatoki boczne: Kogushi, Tsumizu, Nagayo, Togitsu, Muramatsu, Katagami, Ōgushi.
Uważa się, że w dalekiej przeszłości zatoka była zamkniętym basenem, gdyż poziom morza był niski podczas epoki lodowcowej. Na podstawie osadów na dnie morskim szacuje się, że woda morska wpłynęła poprzez cieśninę Hario 9 tys. lat temu.

## Lotnisko
W zatoce Ōmura (vis-à-vis miasta Ōmura) w 1975 roku został otwarty port lotniczy Nagasaki (Nagasaki Kūkō, Nagasaki Airport), zbudowany na zrekultywowanym terenie wokół wyspy Mishima. Była to mała wyspa o powierzchni około 900 000 m² i obwodzie 7 km. Prace obejmowały rekultywację około 1,54 mln m² gruntu i budowę mostu Mishima Ōhashi o długości 970 m, łączącego lotnisko z lądem.

## Holenderski park tematyczny Huis Ten Bosch
W 1992 roku oddano do użytku ogromny holenderski park tematyczny o nazwie japońskiej Hausu Ten Bosu. Zajmuje on powierzchnię ponad 150 ha nad zatoką Ōmura. Jest to replika holenderskiego miasta. Nazwa parku pochodzi od rezydencji Huis ten Bosch holenderskiej rodziny królewskiej. Można w nim podziwiać: kanały, wiatraki, ogrody i architekturę. W zależności od pory roku organizowane są imprezy, jak na przykład festiwal tulipanów wiosną, czy pokaz sztucznych ogni latem. Jego usytuowanie na tym obszarze kraju jest ściśle związane z historycznymi relacjami pomiędzy Holandią a Japonią.

## Biologia
W wodach zatoki żyje sunameri (morświnek bezpłetwy, morświn bezpłetwy, morświn azjatycki, Neophocaena phocaenoides). W przeciwieństwie do innych regionalnych populacji nie migruje i pozostaje w zatoce przez cały rok. Sporadycznie obserwowany z samolotów, statków i przybrzeżnych wzgórz. Szacuje się, że populacja wynosi zaledwie ok. 200–300 sztuk.

## Galeria

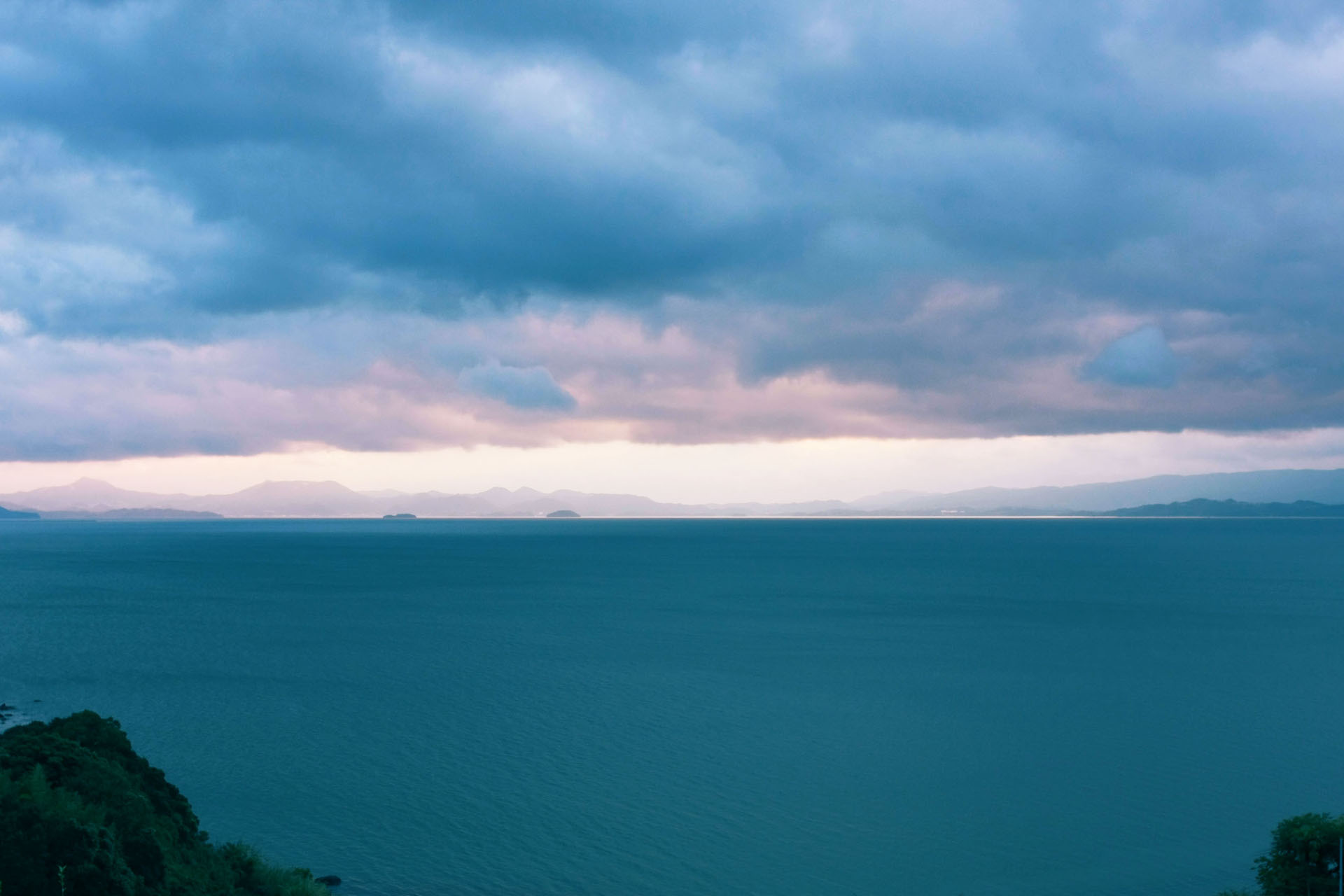
Zatoka Ōmura
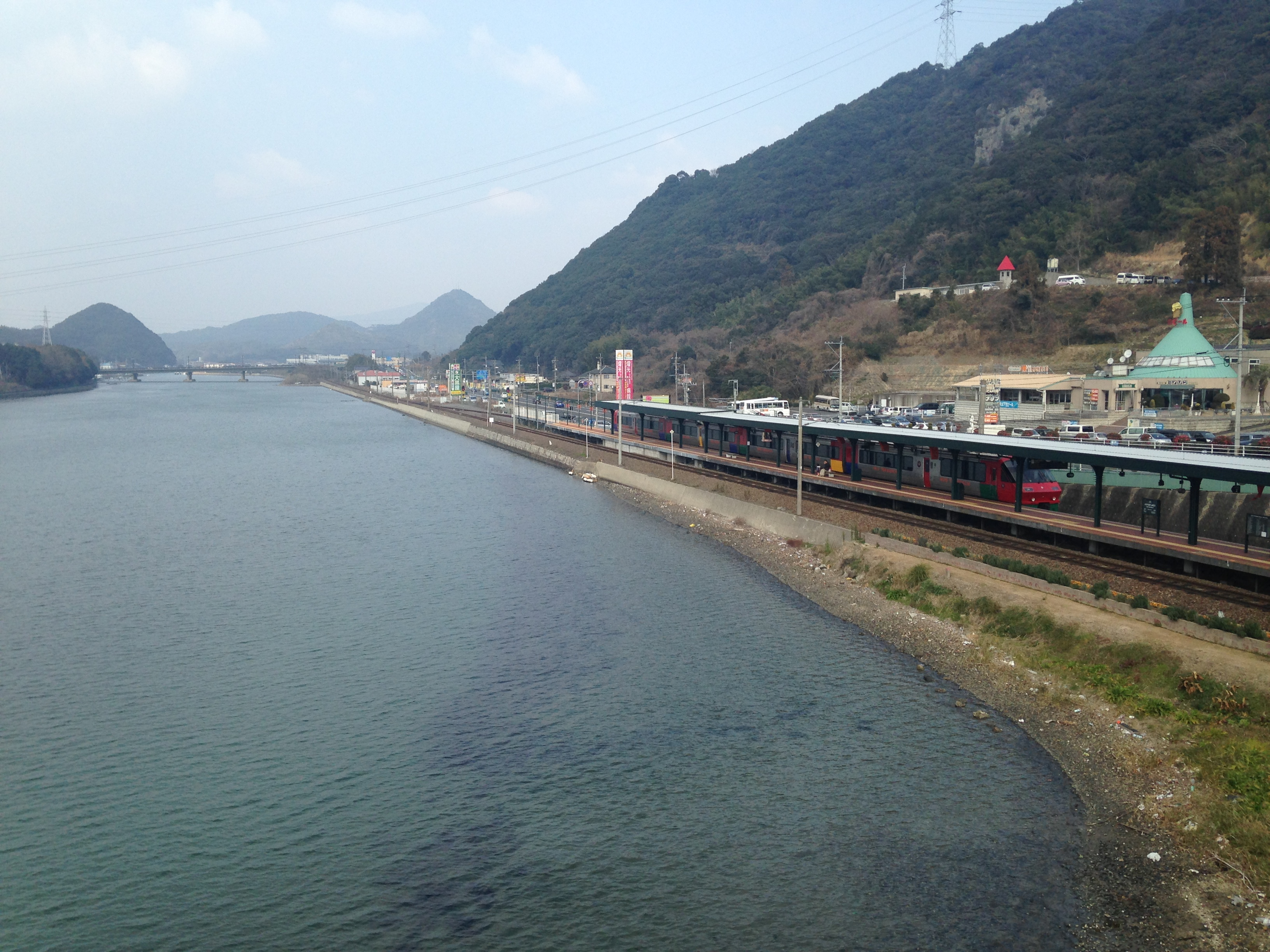
Cieśnina Haiki łącząca zatoki Ōmura i Sasebo (po prawej stacja kolejowa i wejście do parku tematycznego Huis Ten Bosch)
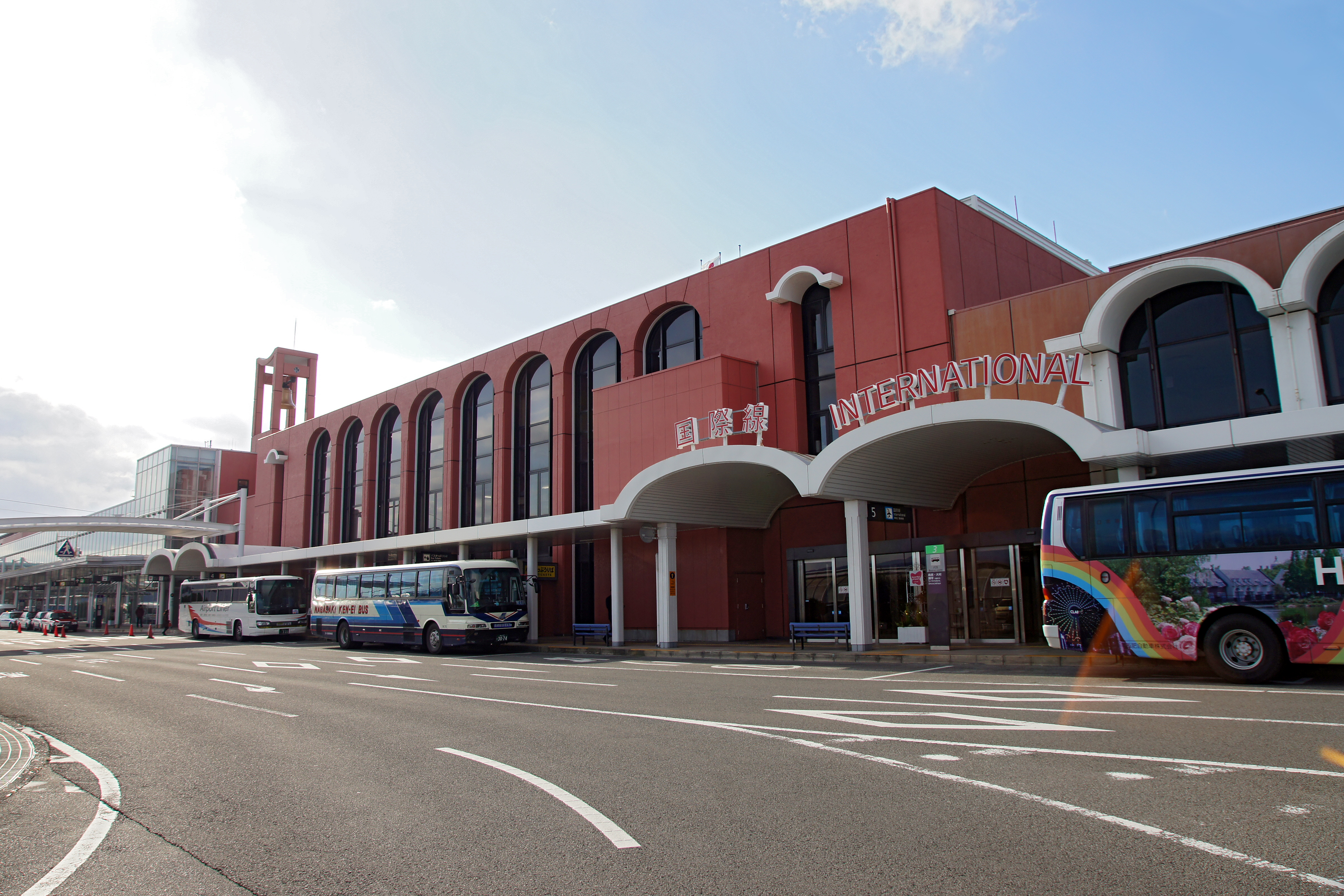
Port lotniczy Nagasaki na zatoce Ōmura
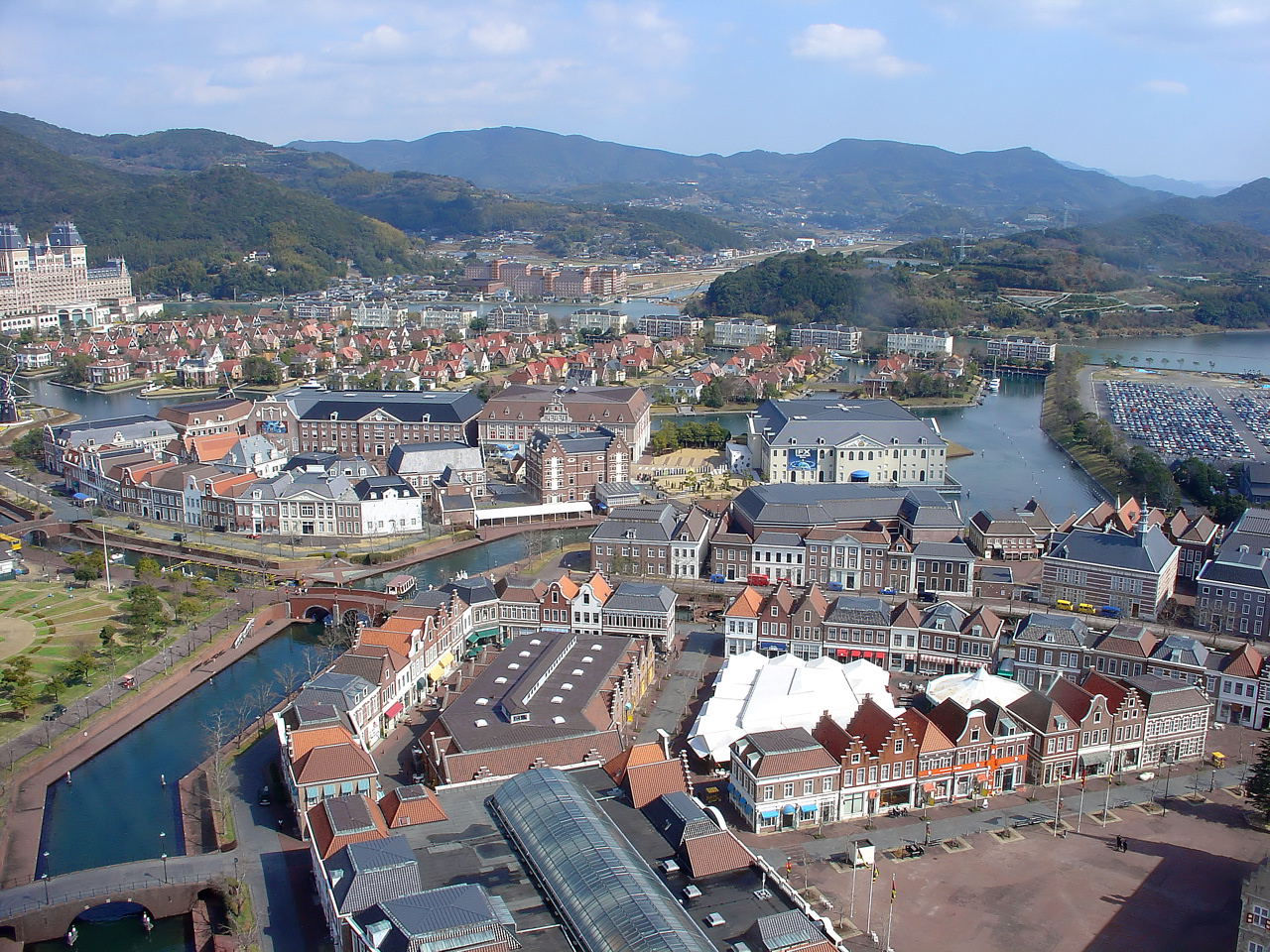
Panorama holenderskiego parku tematycznego „Hausu Ten Bosu”